# Uruguay (metropolitana di Milano)
Uruguay è una stazione della linea M1 della metropolitana di Milano.

## Storia
La stazione venne inaugurata il 12 aprile 1980 come parte del prolungamento da QT8 a San Leonardo. Secondo il progetto il nome originario della stazione era Gallaratese 1.

## Interscambi
La stazione è servita dalla rete automobilistica ATM.

## Servizi
La stazione dispone di:
- Scale mobili
- Emettitrice automatica biglietti
- Stazione video sorvegliata
- Edicola